# Danala lilacina
Danala lilacina, en chino tradicional, 褐尖緣尺蛾; literalmente, ‘geométrido de margen marrón’, es una especie de polilla de la familia Geometridae, descrita por primera vez por Alfred Ernest Wileman en 1915 y con distribución endémica en la isla de Taiwán. El holotipo de la especie fue descrita en el sector montañoso de Kanshirei, a poca distancia de Tainan.

## Descripción
Es una polilla mediana, con una envergadura de 36 a 40 milímetros (1,4 a 1,6 plg). La cabeza es de color marrón rojizo oscuro, el tórax y abdomen son de color marrón grisáceo con las antenas ciliadas.
Las alas anteriores se ven ligeramente anguladas hacia la mitad del termen, el ápice ligeramente prominente. Son de color marrón grisáceo teñido de lila, con la costa del ala salpicada de negro, una mancha discoidal negra y los flecos pálidos. Las alas posteriores son anguladas hacia la mitad del termen y de color marrón grisáceo, teñido de lila. La parte inferior de las alas es marrón pálido, teñida de fuscous, con manchas discoidales negras.